# Sugamo

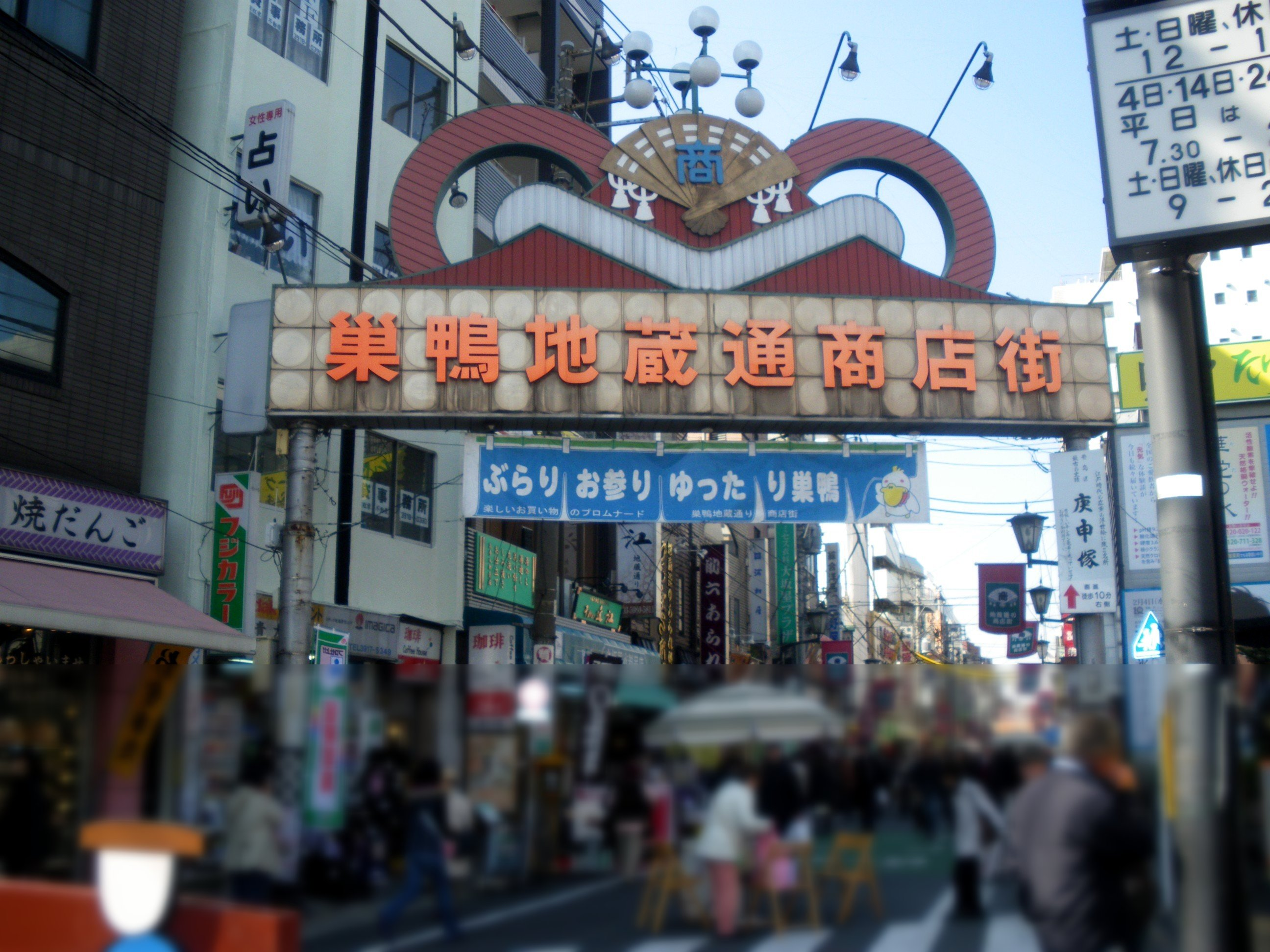
Sugamo Jizō-dōri

Sugamo (巣鴨?) è un quartiere di Toshima-ku (nord di Tokyo, Giappone). La sua popolarità è dovuta alla Stazione di Sugamo, nota a livello internazionale, e ai numerosi negozi "per la terza età" della strada Jizō-dōri (地蔵通り?).

## Descrizione
A partire dal Secondo dopoguerra, il quartiere richiama visitatori anziani che vi giungono per poter accarezzare la statua Togenuki Jizō del tempio Kogan-ji, ritenuta dotata di proprietà taumaturgiche. Negli anni settanta, la popolarità del quartiere crebbe quando fu ribattezzato da una rivista "lo Harajuku delle nonne" (おばあちゃんの原宿 Obāchan no harajuku), espressione ispirata all'omonimo quartiere commerciale frequentato dalla gioventù di Tokyo.
La folla è particolarmente numerosa nei giorni che terminano con la cifra quattro (4), cioè il 4, 14 e 24 di ogni mese: si tratta infatti delle date di un festival dedicato alla divinità del quartiere.
I negozi più celebri di Sugamo sono le pasticcerie, che vendono dolci tradizionali giapponesi, nonché le boutique Maruji, che trattano biancheria intima portafortuna di colore rosso.
Sugamo è anche conosciuto per i suoi shio-daifuku (塩大福, lett. "daifuku al sale"), ossia dei mochi ripieni di anko (marmellata di fagioli azuki).
A 10 minuti di passeggiata dalla stazione di Sugamo si trova il giardino Rikugi-en, costruito nel periodo Edo da Yanagisawa Yoshiyasu e ora attrazione turistica.
Negli anni '20, a Sugamo sorse un carcere per prigionieri politici, ora sostituito da un grattacielo residenziale. Nel penitenziario fu imprigionato e giustiziato il 7 novembre 1944 la spia Richard Sorge.